# Graeme Simsion
Graeme C. Simsion est un auteur australien de romans, nouvelles, pièces de théâtre ; il est également scénariste et dramaturge. Son métier durant plus de 30 ans était consultant en systèmes d'information, domaine dans lequel il a également écrit des articles et deux livres. Il vit à Melbourne en Australie. Il est connu à travers le monde à la suite de la publication de ses deux romans, Le Théorème du homard et L'Effet Rosie, dans de nombreux pays. 

## Biographie
Graeme C. Simsion remporte en 2012 le premier Prix du Victorian Premier's Literary Award dédié aux manuscrits non publiés, pour son livre Le Théorème du homard, intitulé dans sa version originale The Rosie Project. Les éditions australiennes Text Publishing vendent les droits de publication du livre au niveau international pour plus d'un million de dollars. Le livre est tout d'abord publié en Australie en janvier 2013 puis est vendu à plus d'un million d'exemplaires dans plus de quarante pays à travers le monde[réf. nécessaire]. Simsion, qui a initialement écrit Le Théorème du homard comme un scénario, travaille de nouveau sur un scénario issu de son livre pour Sony Pictures Entertainment[réf. nécessaire]. À la suite du succès de son premier livre, Simsion écrit une suite, The Rosie Effect, intitulé en français L'Effet Rosie ou le Théorème de la cigogne, publié en Australie le 24 septembre 2014 aux éditions Text Publishing[réf. nécessaire]. Simsion a annoncé une troisième roman The Best of Adam Sharp[réf. nécessaire]. Parallèlement, il travaille avec son épouse Anne Buist sur un roman sur le Camino de Santiago[réf. nécessaire].
Avant l'écriture littéraire, Graeme Simsion était consultant en systèmes d'information et a d'ailleurs écrit deux livres dans ce domaine et plusieurs articles, notamment sur les données de modélisation. Il a créé une entreprise de conseil en 1982 et l'a vendue en 1999.